# Interior (Washington)
Interior az Amerikai Egyesült Államok északnyugati részén, Washington állam Whitman megyéjében elhelyezkedő kísértetváros. A településen nem végeznek népszámlálást.
A helység nevét az Interior Warehouse Companyről kapta.

## Fordítás
Ez a szócikk részben vagy egészben  az   Interior, Washington című angol Wikipédia-szócikk ezen változatának fordításán alapul.  Az eredeti cikk szerkesztőit annak laptörténete sorolja fel. Ez a jelzés csupán a megfogalmazás eredetét és a szerzői jogokat jelzi, nem szolgál a cikkben szereplő információk forrásmegjelöléseként.